# Dennis Oliech
Dennis Oliech   (Nairobi, 2 de febrer de 1985) és un exfutbolista kenyià de la dècada de 2000.
Fou internacional amb la selecció de futbol de Kenya.
Pel que fa a clubs, destacà a FC Nantes, AJ Auxerre i Ajaccio.